# Royal Sport nautique de Bruxelles
 (juillet 2017).
Si vous disposez d'ouvrages ou d'articles de référence ou si vous connaissez des sites web de qualité traitant du thème abordé ici, merci de compléter l'article en donnant les références utiles à sa vérifiabilité et en les liant à la section « Notes et références ».

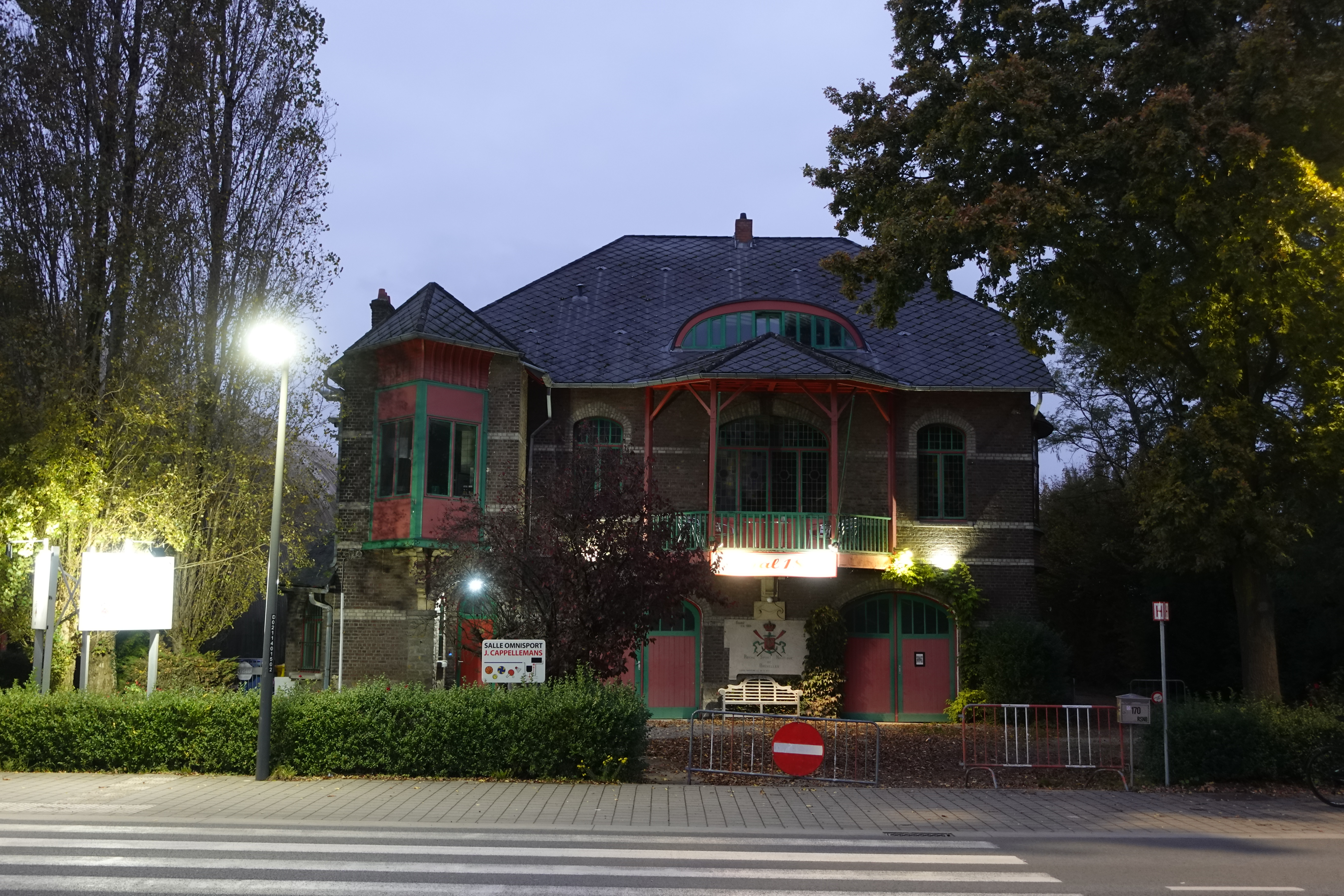
Club-house de la chaussée de Vilvorde.

Le Royal Sport Nautique de Bruxelles est une association sportive fondée en 1865. Elle est consacrée à l'aviron, ainsi qu'au tennis de table, au tennis au badminton et au basket-ball. C'est le plus ancien cercle d'aviron de Bruxelles et le troisième plus ancien de Belgique.

## Histoire
Fondé en 1865 sous le nom de Sport Nautique de Bruxelles, ce club d'aviron comptait déjà 150 membres après un an d'existence. En 1868, il fut honoré du titre de Société Royale, en reconnaissance de la régate organisée sur l'étang du palais de Laeken, à l'intention du comte du Hainaut, à la demande de son père le roi Léopold II. Dès lors, le titre de Royal fut désormais accolé à son nom. C'est à l’instigation du Royal Sport nautique de Bruxelles que fut fondé, en 1887, la Fédération royale belge d'aviron.
Installé initialement à la Ferme des Boues de Bruxelles, ce club déménagea à l'Allée Verte n°76, devenu le 56 en 1895, puis fut transféré en 1911 chaussée de Vilvorde 170, dans le club-house où il se trouve encore aujourd'hui.
Le club s'est ouvert en 1947 à un sport nouveau en Europe : le basket-ball. Et en 1988, le Royal Sport Nautique de Bruxelles absorba le club de tennis de table Atomium. La section Tennis de Table est membre de l'AFTT sous le nom CTT Royal 1865. 